# Francisco Ríos Cortés
Francisco Javier Jeraldo Ríos Cortés (Vallenar, 27 de abril de 1913 - ibídem, 6 de marzo de 1995), fue un comerciante, empresario e historiador local chileno.

## Biografía
Se inició en el trabajo a muy temprana edad en la fundición de Potrerillos. Estuvo casado con Bruny Cruz Olivares, con quien tuvo una hija Mónica Susana.
En Vallenar, integró el grupo literario Paitanás (1966) y participó en el Rotary Club de esa ciudad, impulsando la construcción de liceos, piscina, club social, campos deportivos y retenes de Carabineros, entre otras iniciativas.
También formó parte del otrora poderoso Partido Radical, siendo consejero nacional del CEN Radical.
Es con su obra Por las riberas del Huasco que su autor alcanza notoriedad, alzándose como uno de los autores del valle del Huasco más difundidos, ya que su edición original, provenientes de recursos propios, alcanzó 5000 ejemplares, cifra elevada para la realidad de las publicaciones en la zona. Este es un texto más cercano a la crónica o al ensayo local, conformado por 18 capítulos separados, en el que aparecen como telón de fondo los autores de la historiografía nacional, Barros Arana, Benjamín Vicuña Mackenna, Francisco Encina y Gonzalo Bulnes. Esta obra se asemeja en forma y fondo a Historia del valle del Huasco (1948-1949) de Juan Ramos Álvarez, a pesar de no ser citada, relación peligrosamente emparentadas con el plagio. En su obra, las fuentes primarias y secundarias no son mencionadas.

## Libros
- 1981 - Por las riberas del Huasco, obra en que recopila acontecimientos del valle del Huasco, principalmente la ciudad de Vallenar.[9][10][11][12]
- 1982 - Las calles de Vallenar (investigación, iniciativa del Club Deportivo y Cultural El Algarrobo. Coautores Jorge Zambra, Kabur Flores, Alfonso Sanguinetti Mulet y Luis Hormazábal Godoy).[13]
- 1985 - Atacama: tu tradición es historia[14][15]
- 1994 - San Ambrosio de Vallenar, ilustra la historia del templo y de los hombres y mujeres que trabajaron en él.[16][17]

## Premios
- 1981 - Mención honrosa por participar en Las calles de Vallenar (Club Deportivo y Cultural El Algarrobo)
- 1982 - Medalla Ambrosio O'Higgins (Municipalidad de Vallenar)
- 1982 - Se declara su libro Por las riberas del Huasco material didáctico (Ministerio de Educación)